# Clynotis archeyi
Clynotis archeyi är en spindelart som först beskrevs av Lucien Berland 1931.  Clynotis archeyi ingår i släktet Clynotis och familjen hoppspindlar. Inga underarter finns listade i Catalogue of Life.